# Oberbug (Gefrees)
Oberbug ist ein Gemeindeteil der Stadt Gefrees im Landkreis Bayreuth (Oberfranken, Bayern). Oberbug liegt in der Gemarkung Streitau.

## Geografie
Der Weiler liegt südlich des Weißensteins (668 m ü. NHN) und des Buger Holzes. Ein Anliegerweg führt etwa 200 Meter östlich zur Kreisstraße BT 7/HO 22 die nordöstlich nach Streitau bzw. nördlich nach Stammbach verläuft.

## Geschichte
Bug (=Ober- und Unterbug) gehörte zur Realgemeinde Streitau. Gegen Ende des 18. Jahrhunderts bestand Bug aus zwei Anwesen. Die Hochgerichtsbarkeit stand dem bayreuthischen Stadtvogteiamt Gefrees zu, wurde aber auch vom bayreuthischen Vogteiamt Stammbach beansprucht. Das bayreuthische Verwaltungsamt Streitau war Grundherr der beiden Häuser.
Von 1797 bis 1810 unterstand Oberbug dem Justiz- und Kammeramt Gefrees. Infolge des Ersten Gemeindeedikts wurde Oberbug dem 1812 gebildeten Steuerdistrikt Streitau und der zugleich entstandenen Ruralgemeinde Streitau zugewiesen. Im Zuge der Gebietsreform in Bayern wurde Oberbug am 1. Mai 1978 nach Gefrees eingemeindet.

### Einwohnerentwicklung
| Jahr      | 001812 | 001819 | 001861 | 001871 | 001885 | 001900 | 001925 | 001950 | 001961 | 001970 | 001987 |
| Einwohner | 10 *   | †      | 24     | 25     | 10     | 15     | 21     | 19     | 14     | 24     | 8      |
| Häuser    | 5 *    |        |        |        | 3      | 3      | 3      | 4      | 4      |        | 4      |
| Quelle    | [ 6 ]  | [ 9 ]  | [ 10 ] | [ 11 ] | [ 12 ] | [ 13 ] | [ 14 ] | [ 15 ] | [ 16 ] | [ 17 ] | [ 1 ]  |

## Religion
Oberbug ist nach St. Georg (Streitau) gepfarrt und evangelisch-lutherisch geprägt.